# 魯特斯山

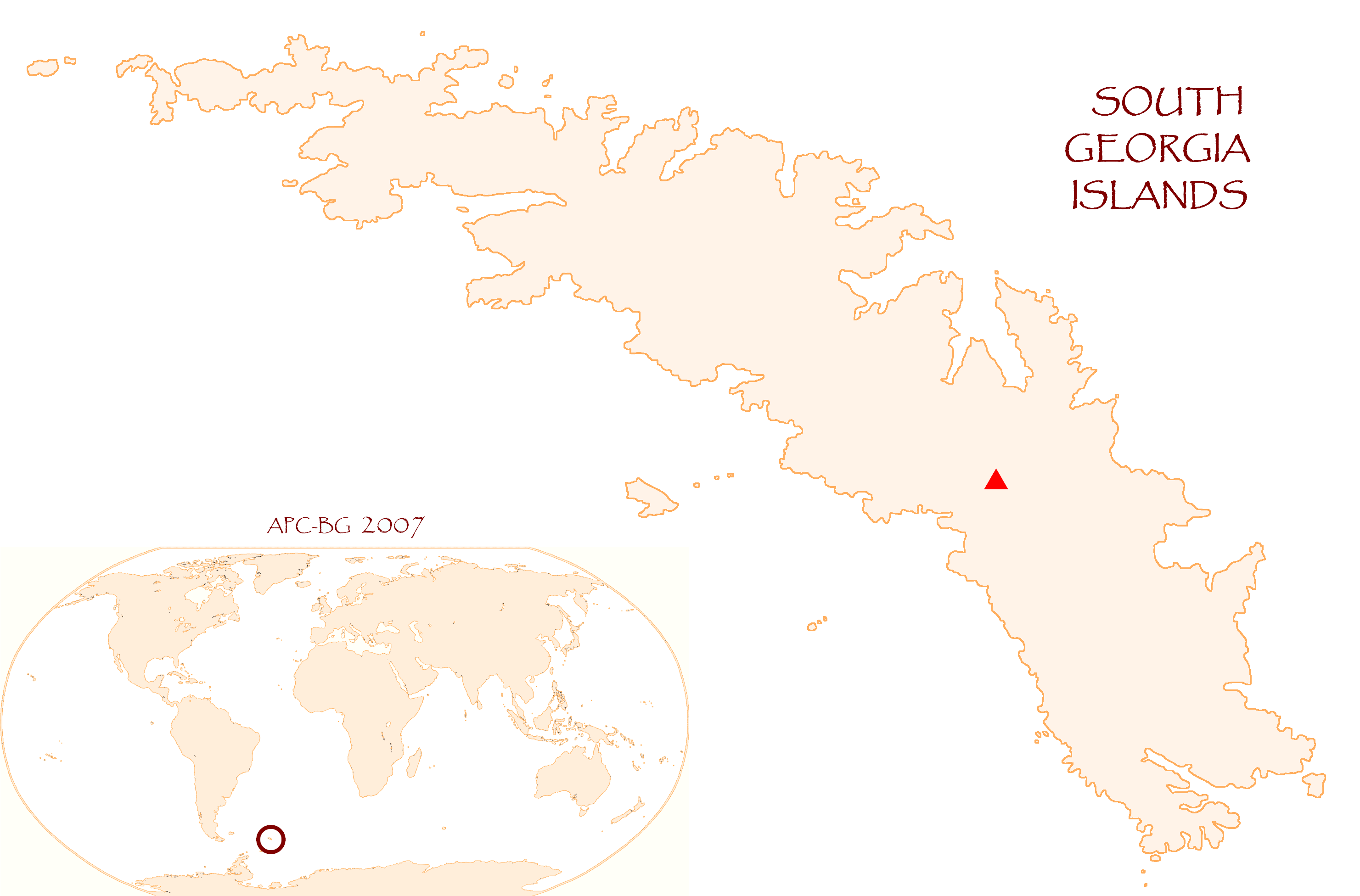
魯特斯山在南喬治亞島的位置

魯特斯山是南極洲的山峰，位於南喬治亞島，處於帕吉特山東南面6公里，屬於阿勒代斯山脈的一部分，西峰和東峰的海拔高度分別是2,158和2,270米。